# Loch Spelve
Loch Spelve är en vik i Storbritannien.   Den ligger i kommunen Argyll and Bute och riksdelen Skottland, i den nordvästra delen av landet, 600 km nordväst om huvudstaden London. Loch Spelve ligger på ön Inner Hebrides.